# Leucauge pinarensis
Leucauge pinarensis är en spindelart som först beskrevs av Pelegrín Franganillo Balboa 1930.  
Leucauge pinarensis ingår i släktet Leucauge och familjen käkspindlar. Artens utbredningsområde är Kuba. Inga underarter finns listade i Catalogue of Life.